# 2008年北京オリンピックのグアム選手団
2008年北京オリンピックのグアム選手団（2008ねんペキンオリンピックのグアムせんしゅだん）は、2008年8月8日から8月24日まで開催された2008年北京オリンピックにおけるグアム選手団の名簿。選手名及び所属・記録は2008年当時のもの。

## 種目別選手

### 陸上競技
- デレク・マンデル（Derek Mandell、男子800m）
- コーラ・アレクト（Cora Alicto、女子100m）

#### 競泳
- クリス・デュエニャス（Chris Duenas、男子100m自由形）

### カヌー
- シーン・パンゲリナン（Sean Pangelinan、男子1500m）

### 柔道
- リカルド・ブラス・ジュニア（Ricardo Blas Jr.、男子100kg超級）

### レスリング
- マリア・ダン（Maria Dunn、女子63kgフリースタイル）